# Culoz-Béon
Culoz-Béon [kyloz beɔ̃] est une commune française située au centre du département de l'Ain en région Auvergne-Rhône-Alpes.
Elle est créée le 1er janvier 2023 par la fusion de deux communes de Béon et Culoz, sous le régime juridique des communes nouvelles.

## Géographie

### Localisation
| Arvière-en-Valromey | Anglefort  | Serrières-en-Chautagne (Savoie)  |
| Talissieu           | Culoz-Béon | Ruffieux (Savoie) Vions (Savoie) |
| Ceyzérieu Flaxieu   | Lavours    | Chanaz (Savoie)                  |

## Urbanisme

### Typologie
Au 1er janvier 2024, Culoz-Béon est catégorisée bourg rural, selon la nouvelle grille communale de densité à 7 niveaux définie par l'Insee en 2022.
Elle appartient à l'unité urbaine de Culoz-Béon, une unité urbaine monocommunale constituant une ville isolée,. Par ailleurs la commune fait partie de l'aire d'attraction de Culoz-Béon, dont elle est la commune-centre,. Cette aire, qui regroupe 3 communes, est catégorisée dans les aires de moins de 50 000 habitants,.

## Toponymie
Le nom est l'accolement du nom des deux communes ayant fusionné : Culoz et Béon.

## Histoire
La commune nouvelle est officiellement créée le 1er janvier 2023 par arrêté du 12 décembre 2022, avec la transformation des deux anciennes communes en « communes déléguées ».

## Politique et administration

### Communes fondatrices
| Nom           | Code Insee | Intercommunalité | Superficie (km2) | Population (dernière pop. légale) | Densité (hab./km2) |
| ------------- | ---------- | ---------------- | ---------------- | --------------------------------- | ------------------ |
| Culoz (siège) | 01138      | CC Bugey Sud     | 19,36            | 2 987 (2020)                      | 154                |
| Béon          | 01039      | CC Bugey Sud     | 10,3             | 439 (2020)                        | 43                 |

### Liste des maires
Jusqu'aux élections municipales de 2026, le conseil municipal est composé des 34 conseillers municipaux des deux communes. 
| Période      | Période  | Identité           | Étiquette | Qualité                    |
| ------------ | -------- | ------------------ | --------- | -------------------------- |
| janvier 2023 | En cours | Franck André-Masse |           | Maire de Culoz (2014-2022) |

## Population et société

### Démographie
L'évolution du nombre d'habitants est connue à travers les recensements de la population effectués dans la commune depuis sa création.

En 2022, la commune comptait 3 416 habitants.
| 2019  | 2020  | 2021  | 2022  |
| ----- | ----- | ----- | ----- |
| 3 447 | 3 426 | 3 426 | 3 416 |

## Culture locale et patrimoine

### Lieux et monuments
- Église Saint-Laurent de Béon.
- Église Saint-Martin de Culoz.

## Pour approfondir